# Piragüisme als Jocs Olímpics d'estiu de 1980
Als Jocs Olímpics d'Estiu de 1980 celebrats a la ciutat de Moscou (Unió Soviètica) es disputaren 11 proves de piragüisme, totes elles en aigües tranquil·les. La competició tingué lloc en el Complex Esportiu de Krylatskoye entre els dies 30 de juliol i 2 d'agost de 1980.
Hi participaren un total de 180 piragüistes, 148 homes i 32 dones, de 23 comitès nacionals diferents.

## Resum de medalles

### Categoria masculina
| Prova              | Or                                                               | Argent                                                        | Bronze                                                                     |
| C-1 500 m Detalls  | Serguei Postrekhin                                               | Liubomir Liúbenov                                             | Olaf Heukrodt                                                              |
| C-1 1000 m Detalls | Liubomir Liúbenov                                                | Serguei Postrekhin                                            | Eckhard Leue                                                               |
| C-2 500 m Detalls  | HongriaLászló Foltán · István Vaskúti                            | RomaniaIvan Potzaichin · Petre Capusta                        | BulgàriaBorislav Ananiev · Nikolai Ilkov                                   |
| C-2 1000 m Detalls | RomaniaIvan Potzaichin · Toma Simionov                           | RDAOlaf Heukrodt · Uwe Madeja                                 | Unió SovièticaVassil Iúrtxenko · Iuri Lobànov                              |
| K-1 500 m Detalls  | Uladzímir Parfianòvitx                                           | John Sumegi                                                   | Vasile Diba                                                                |
| K-1 1000 m Detalls | Rüdiger Helm                                                     | Alain Lebas                                                   | Ion Bîrlǎdeanu                                                             |
| K-2 500 m Detalls  | Unió SovièticaUladzímir Parfianòvitx · Serguei Txukhrai          | EspanyaHerminio Menéndez Guillermo del Riego                  | RDARüdiger Helm · Bernd Olbricht                                           |
| K-2 1000 m Detalls | Unió SovièticaUladzímir Parfianòvitx · Serguei Txukhrai          | HongriaIstván Szabó · István Joós                             | EspanyaLuis Gregorio Ramos Herminio Menéndez                               |
| K-4 1000 m Detalls | RDARüdiger Helm · Bernd Olbricht · Harald Marg · Bernd Duvigneau | RomaniaMihai Zafiu · Vasile Diba · Ion Geanta · Nicusor Esanu | BulgàriaBorislav Boríssov · Bojidar Milenkov · Làzar Khrístov · Ivan Manev |

#### Categoria femenina
| Prova             | Or                                  | Argent                                           | Bronze                             |
| K-1 500 m Detalls | Birgit Fischer                      | Vània Guèixeva                                   | Antonina Mélnikova                 |
| K-2 500 m Detalls | RDACarsta Genäuss · Martina Bischof | Unió SovièticaGalina Alekséieva · Nina Trofímova | HongriaÉva Rakusz · Mária Zakariás |

## Medaller
| Posició | País           | Or | Argent | Bronze | Total |
| 1       | Unió Soviètica | 4  | 2      | 2      | 8     |
| 2       | RDA            | 4  | 1      | 3      | 8     |
| 3       | Bulgària       | 1  | 2      | 2      | 5     |
| 3       | Romania        | 1  | 2      | 2      | 5     |
| 5       | Hongria        | 1  | 1      | 1      | 3     |
| 6       | Espanya        | 0  | 1      | 1      | 2     |
| 7       | Austràlia      | 0  | 1      | 0      | 1     |
| 7       | França         | 0  | 1      | 0      | 1     |